# أدب مستعربي
الأدب المستعرب (أو أدب المستعربين) هو أدب المستعربين، وهم المسيحيون الذين عاشوا تحت الحكم الإسلامي في الأندلس وأحفادهم. لقد أنتجوا الأدب باللغتين اللاتينية والعربية .

## اللاتينية
ومن بين الأعمال اللاتينية، يعتبر التأريخ مهمًا بشكل خاص، لأنه يشكل أقدم سجل من الأندلس لفترة الفتح. هناك عملين رئيسين من هذه الفترة، سجل عام 741 وسجل عام 754. حيث استمدوا أسلوبهم الأدبي ومفرداتهم الواسعة في المقام الأول من إيزيدور الإشبيلية.
وفي منتصف القرن التاسع، كانت هناك ردة فعل ضد دخول السكان في الإسلام والعربية، داخل المجتمع المستعرب، ولمواجهة هذه الحركة التي تزداد انتشارًا، كتبوا الأدب المستعربي. وكانت إحدى نتائج هذه الحركة ازدهار الحروف اللاتينية داخل مدينة قرطبة على الرغم من كونها عاصمة الأندلس. ومن بين الكتاب الذين لديهم أعمال محفوظة، الأب سبرنديو وتلاميذه، بول ألبار وأولوجيوس من قرطبة ، ومن نهاية القرن، الأب شمشون القرطبي وسبريان القرطبي . كتاباتهم، التي غالبًا ما تكون رسائل، هي في المقام الأول لاهوتية، ودفاعية عن المسيحية، وسيرة ذاتية. كتب ألبار أربعة عشر قصيدة، وكتب شمشون وكبريانوس نعيًا شعريًا. دخل شمشون في مناظرة لاهوتية مع الأسقف هستقيوس. بالإضافة إلى ذلك، هناك تسعة عشر ترنيمة لاتينية من هذه الفترة، بعضها ربما كتبها المؤلفون المذكورون أعلاه.
بعد القرن التاسع، توقف الإنتاج الأدبي اللاتيني في الأندلس عمليًا. في القرن الثاني عشر، جمع المستعربون قاموسًا لاتينيًّا عربيًّا للمساعدة في الحفاظ على المعرفة اللاتينية حية، لكن في ذلك الوقت كان جزء كبير منهم بدأ بالإعجاب بالعربية.
بالإضافة إلى الأعمال الأدبية، تفقد كانت شواهد القبور المستعربية تُكتب باللاتينية، ولم تُفرض عليهم اللغة العربية.

## العربية

### الديني

صفحات من سفر المزامير المستعربي

بدأ الأدب المستعرب باللغة العربية في النصف الأخير من القرن التاسع، بعد حركة شهداء قرطبة (850-859). وفي ذروة حركة الشهداء، كتب البار أطروحة باللغة اللاتينية، بعنوان (مؤشر المشرق Indiculus luminosus)، دافع فيها عن الشهداء واستنكر توجه زملائه المستعربين نحو اللغة العربية. وبعد جيل من ذلك، انتهى حفص بن البر من ترجمة المزامير المقفاة من النسخة اللاتينية فولجاتا في عام 889. على الرغم من أنه لم يبق منها إلا مخطوطة واحدة، إلا أنها كانت نصًا شائعًا واقتبسه مؤلفون مسلمون ويهود. كما كتب حفص كتابًا يحتوي على إجابات مسيحية على أسئلة المسلمين حول إيمانهم ويسمى كتاب الأسئلة السبعة والخمسين. وقد ضاع الكتاب، ولكن فيه مقتطفات من كتاب القرطبي، الذي أشاد بإتقان حفص للغة العربية باعتباره الأفضل بين المستعربين. ويقتبس الكاتب ابن جبيرول في القرن الحادي عشر أيضًا من عمل مفقود لحفص.
وقد صدرت في الأندلس عدة ترجمات عربية للكتاب المقدس بالإضافة إلى ترجمة حفص لآيات المزامير. ولم تصبح هناك نسخة عربية موحدة، إذ ظلت الطقوس باللغة اللاتينية. وفقًا لمصادر لاحقة، قام جون الإشبيلي بترجمة الكتاب في القرن التاسع، لكنها لم تنجُ. منذ القرن العاشر، هناك ترجمة باقية للأناجيل لإسحاق بن بلاشكو وترجمتين نثريتين للمزامير. منذ القرن الثاني عشر، هناك ترجمات لرسالة إلى أهل غلاطية ورسالة إلى أهل لاذكية. ويستشهد بعض المؤلفين بترجمات عربية أخرى غير معروفة.
هناك مجموعة عربية من القانون الكنسي تعرف باسم النظام المستعربي، جمعها كاهن يدعى بنجنسيوس لأسقف يدعى الأسقف عبد الملك. وهي وثيقة الصلة المجموعة الإسبانية، ولكنها ليست ترجمة. يحتوي هذا الكتاب على العديد من الكلمات المستعارة من اللاتينية الكنسية، ولكن لغته هي الأكثر إسلامية وقرآنية من بين أي عمل مستعرب.
بعد سقوط طليطلة عام 1085، كتب أحد الكهنة المستعربين تحت الحكم المسيحي أطروحة ضد الإسلام، بعنوان تثليث الوحدة، موجهة إلى مسلمي قرطبة. وقد ضاع هذا الكتاب، ولكنه ورد في كتاب القرطبي الذي قصد به دحضه. ويستشهد الخزرجي بعمل آخر غير معروف لمؤلف مستعرب.

### أخرى
وقد كلف الخليفة الحكم الثاني بتأليف كتابين مسيحيين على الأقل باللغة العربية. (حكم 961–976): كتاب الأنواء، وهو تقويم طقسي وتقويم من تأليف عريب بن سعيد القرطبي، وكتاب حروشيوش، ترجمة لكتاب أوروسيوس تاريخ ضد الوثنيين. إن الأعمال التي كلف الخليفة بإنتاجها هي من أعلى مستويات الجودة بين الإنتاجات المستعربة. تاريخ الفرنجة بقلم الأسقف غتمار الثالث الجيروني قُدِّمت إلى الحكم على الأرجح في عام 940. وهذا العمل غير موجود ولا يُعرف إلا من خلال استشهاد المسعودي، الذي رأى نسخة منه في مصر في عام 947-948. هناك عمل آخر من أعمال التأريخ المستعربي، وهو ما يسمى بالتاريخ المستعربي العالمي، وهو معروف من مخطوطة واحدة من حوالي عام 1300. بدايتها ضائعة وتنتهي بالفتح الإسلامي للأندلس . وتحتوي على تعليقات لاتينية في الهوامش.
لم يتبق إلا القليل من الشعر المستعربي. أبيات قليلة للشاعر ابن المرزّي النصراني الذي كان ناشطًا في بلاط المعتمد الإشبيلي (حكم. 1069–1091)، نقلها ابن سعيد والمقري.
هناك العديد من الترجمات المستعربية إلى العربية ولكنها مفقودة. يستشهد ابن جلجل بترجمتين من اللاتينية: كتاب القروانيقة ، ترجمة كتاب وقائع جيروم، وترجمة إيزيدورس أصول الكلمة. يشير كتاب (النظام المستعربي - Sistemática mozárabe) إلى ترجمة غير معروفة لعمل يوناني كتبه يونوميوس.

## فهرس
- Burman، Thomas E. (1994). Religious Polemic and the Intellectual History of the Mozarabs, c. 1050–1200. E. J. Brill.
- Chalmeta, Pedro (1993). "Mozarabs". In Bosworth, C. E.; van Donzel, E.; Heinrichs, W. P.; Pellat, Ch. (eds.). The Encyclopaedia of Islam, New Edition, Volume VII: Mif–Naz (بالإنجليزية). Leiden: E. J. Brill. pp. 246–249. ISBN:90-04-09419-9.
- Christys، Ann (2002). Christians in al-Andalus (711–1000). Routledge.
- Collins، Roger (2012). Caliphs and Kings: Spain, 796–1031. London: Wiley Blackwell.
- Donoso Jiménez، Isaac (2007). "Literatura latina mozárabe" (PDF). Cuaderno Internacional de Estudios Humanísticos y Literatura. ج. 8: 8–39. مؤرشف من الأصل (PDF) في 2024-12-04.
- Gil، Juan، المحرر (2020) [1973]. Scriptores Muzarabici saeculi VIII–XI. Brepols. ج. 1–2.
- Goussen، Heinrich (2018) [1909]. The Christian-Arabic Literature of the Mozarabs [Die christlich-arabische Literatur der Mozaraber]. ترجمة: Juan Pedro Monferrer Sala. Traugott Bautz.
- Hitchcock، Richard (2008). Mozarabs in Medieval and Early Modern Spain: Identities and Influences. Ashgate.
- Kassis، Hanna E. (2000). "The Mozarabs, Part II". في María Rosa Menocal؛ Raymond P. Scheindlin؛ Michael Sells (المحررون). The Literature of Al-Andalus. Cambridge History of Arabic Literature. Cambridge University Press. ج. 4. ص. 420–434. DOI:10.1017/chol9780521471596.029.
- Koningsveld، Pieter Sjoerd van (1977). The Latin–Arabic Glossary of the Leiden University Library: A Contribution to the Study of Mozarabic Manuscripts and Literature. New Rhine Publishers.
- Koningsveld، Pieter Sjoerd van (1994). "Christian Arabic Literature from Medieval Spain: An Attempt at Periodization". في سمير خليل اليسوعي؛ Jorgen S. Nielsen (المحررون). Christian Arabic Apologetics during the Abbasid Period (750–1258). E. J. Brill.
- Miller، H. D. (2000). "The Mozarabs, Part I". في María Rosa Menocal؛ Raymond P. Scheindlin؛ Michael Sells (المحررون). The Literature of Al-Andalus. Cambridge History of Arabic Literature. Cambridge University Press. ج. 4. ص. 418–420. DOI:10.1017/chol9780521471596.029.
- Penelas، Mayte (2020). "Canonical and Non-Canonical Sources for Biblical History in Two Arabic Universal Histories Written by Christians in al-Andalus". Medieval Encounters. ج. 26 ع. 4–5: 415–442. DOI:10.1163/15700674-12340081. hdl:10261/344039.
- Pérez González، Carlos (2024). "Spain". في Francesco Stella؛ Lucie Doležalová؛ Danuta Shanzer (المحررون). Latin Literatures of Medieval and Early Modern Times in Europe and Beyond: A Millennium Heritage. John Benjamins. ص. 135–157.